# Tadeusz Andrzej Zieliński
Tadeusz Andrzej Zieliński (22. května 1931, Varšava – 25. února 2012 tamtéž) byl polský muzikolog, hudební kritik a spisovatel.

## Životopis
Studoval muzikologii na Varšavské univerzitě, kterou ukončil v roce 1957. V letech 1957–1960 byl redaktorem časopisu Ruch Muzyczny. V roce 2006 mu byla udělena výroční cena ministra kultury a národního dědictví.

## Publikace
- Style, kierunki i twórcy XX wieku, Varšava 1980
- Spotkania z muzyką współczesną, 1975
- Problemy harmoniki nowoczesnej, 1983
- Kazimierz Serocki, Krakov, PWM 1985
- Podstawy harmoniki nowoczesnej, Krakov, PWM 2009
- Witold Lutosławski. Przewodnik po arcydziełach, Varšava 2011 (spolu s Barbarou Smoleńskou-Zielińskou)